# ISO 3166-2:ZM
Kódy ISO 3166-2 pro Zambii identifikují 10 provincií (stav v roce 2015). První část (ZM) je mezinárodní kód pro Zambii, druhá část sestává ze dvou čísel identifikujících provincii.

## Seznam kódů
```
ZM-01 Západní (Mongu)
ZM-02 Centrální (Kabwe)
ZM-03 Východní (Chipata)
ZM-04 Luapula (Mansa)
ZM-05 Severní (Kasama)
ZM-06 Severozápadní (Solwezi)
ZM-07 Jižní (Livingstone)
ZM-08 Copperbelt (Ndola)
ZM-09 Lusaka (Lusaka)
ZM-10 Muchinga (Chinsali)
```